# Église Tutti i Santi al borgo Sant'Antonio
L'église Tutti i Santi (Tous-les-Saints) est une église du centre historique de Naples située via San'Antonio Abate dans le borgo Sant'Antonio (littéralement bourg Saint-Antoine). Elle dépend de l'archidiocèse de Naples.

## Histoire
L'église est construite au XVe siècle grâce aux dons du peuple du quartier dans un faubourg qui se trouvait alors extramoenia (hors des remparts), près de la Porta Capuana. La structure de l'édifice a été amplement restaurée au cours des siècles. Elle fait partie aujourd'hui d'un quartier pittoresque et commerçant qui s'étend entre les rues du borgo Sant'Antonio (appelé en napolitain Bùvero).

## Description
La façade présente un portail fort simple de piperno surmonté d'un oculus. L'intérieur abrite plusieurs tableaux intéressants et une pietà du XVIe siècle. La sacristie est particulièrement remarquable par son décor.

## Source de la traduction
- (it) Cet article est partiellement ou en totalité issu de l’article de Wikipédia en italien intitulé « Chiesa di Tutti i Santi al borgo Sant'Antonio » (voir la liste des auteurs).